# Город будущего (фильм)
«Город будущего» (кор. 내츄럴 시티) — южнокорейская фантастическая мелодрама 2003 года. 

## Сюжет
2080 год. Отряд военной полиции во главе с капитаном Номой противостоит группе боевых киборгов-ренегатов во главе с Сайпером (Cyper) N-77, захвативших медицинский центр, где содержится база данных всех человеческих ДНК. Один из офицеров спецназа Эр (R) деморализован из-за любви к прекрасной танцовщице киборгу Риа, срок которой вскоре истекает. В попытке продлить её существование Эр обращается к отставному доктору Джира, который предлагает за деньги загрузить сознание Рии в тело малолетней проститутки Сион, чей мозг («Л-зона») обладает уникальной совместимостью с чипом памяти киборгов. Однако Эр колеблется. 
Вскоре оказывается, что предводитель мятежных киборгов Сайпер и есть доктор Джира, который до изгнания из корпорации «Ньюком» занимался проектом «нейропереноса». В конце фильма Эр возвращается в строй и спасает девушку Сион от экспериментов Джира. Однако Эр вынужден погибнуть в результате взрыва лаборатории. Ожидающая его киборг Риа вытаскивает из головы чип интеллекта и тоже заканчивает своё существование.

## В ролях
- Ю Чжи Тэ — Эр
- Джа-ун Ли — Сион
- Рин Сео — Рия
- Чон Ын Пё — Джир
- Чон Ду Хон — Сайпер